# Jüdischer Friedhof (Kirchheimbolanden)
Der Jüdische Friedhof Kirchheimbolanden ist ein Friedhof in Kirchheimbolanden, einer Stadt im Donnersbergkreis in Rheinland-Pfalz.
Der 4260 m² große jüdische Friedhof liegt etwa eineinhalb Kilometer westlich der Stadt im Judental mitten im Wald an der Verlängerung der Straße Am Birkental. Bereits vor 1782 bis zum Jahr 1939 wurde er belegt. 1845 wurde er erweitert. Nach anderen Angaben wurde er erst im Jahr 1843 eröffnet.
Es sind etwa 200 Grabsteine vorhanden.